# Лајонс Фолс (Њујорк)
Лајонс Фолс (енгл. Lyons Falls) град је у америчкој савезној држави Њујорк.

## Демографија
По попису из 2010. године број становника је 566, што је 25 (-4,2%) становника мање него 2000. године.
| Група             | 2000.       | 2010.       |
| Белци             | 584 (98,8%) | 541 (95,6%) |
| Афроамериканци    | 0 (0,0%)    | 7 (1,2%)    |
| Азијати           | 0 (0,0%)    | 2 (0,4%)    |
| Хиспаноамериканци | 1 (0,2%)    | 11 (1,9%)   |
| Укупно            | 591         | 566         |